# Guyot

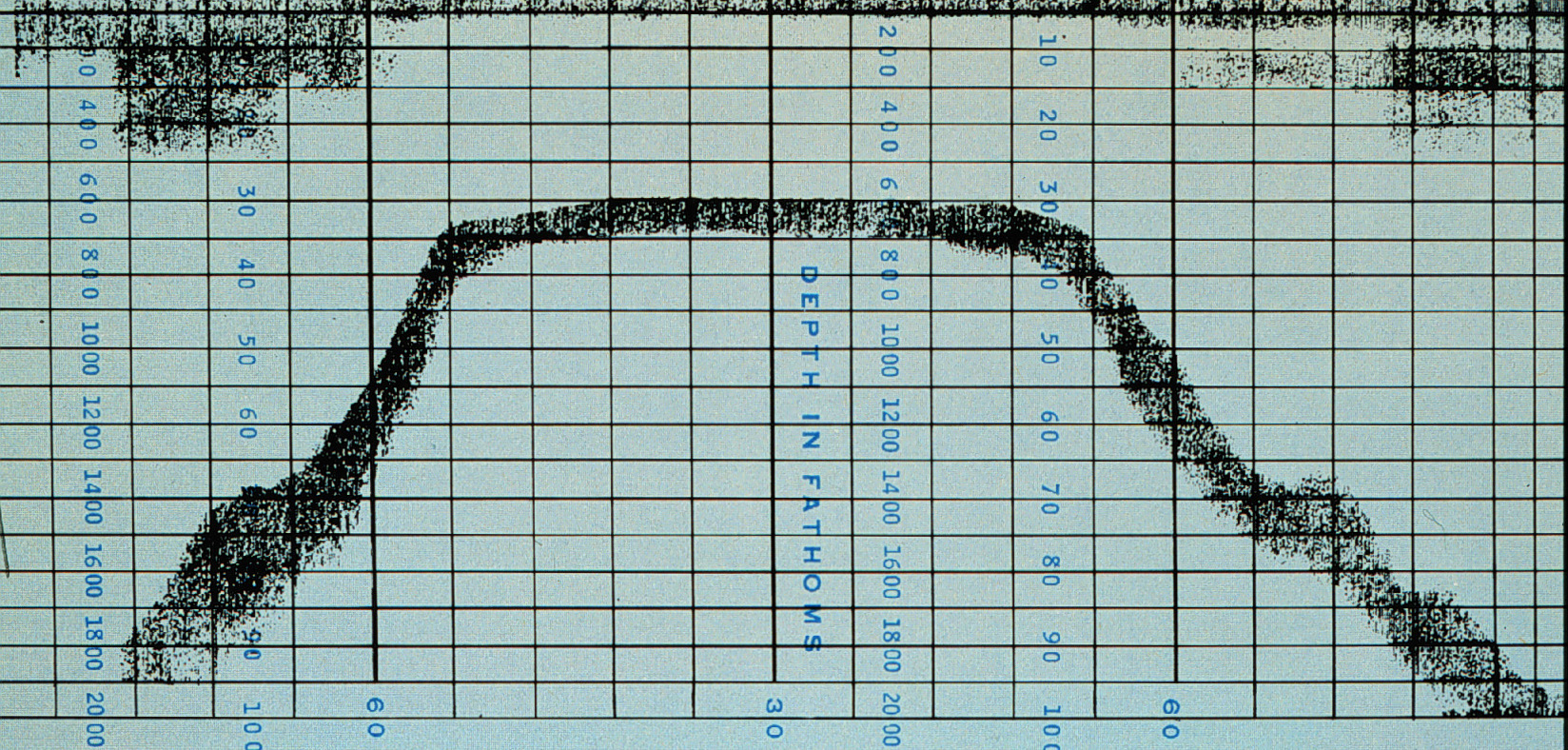
Historische Echolot-Aufzeichnung des ersten von Harry Hess entdeckten Guyots, vermutlich in der Nähe des Eniwetok-Atolls

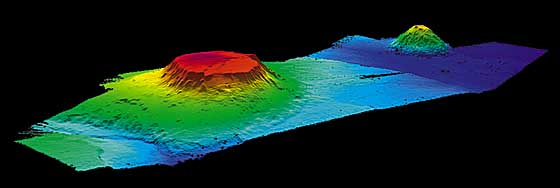
3-D-Darstellung eines Guyots

Ein Guyot (auch Tiefseekuppe) ist ein Tiefseeberg (Seamount) mit abgeflachtem Gipfel, der (an Tiefseerinnen) viele tausend Meter unterhalb des Meeresspiegels liegen kann. Weltweit gibt es etwa 10.000 Guyots.

## Entstehung der Guyots
Guyots und andere Seamounts entstehen an den divergierenden Plattengrenzen der mittelozeanischen Rücken oder innerhalb einer ozeanischen Platte im Rahmen des Hot-Spot-Vulkanismus. Durch die Bewegung der ozeanischen Kruste im Verlauf der Ozeanbodenspreizung verlieren die Vulkane den Kontakt zu ihrer Magmenquelle; die Magmenförderung erlischt. Im Unterschied zu den Seamounts ragen anfangs viele der späteren Guyots über die Meeresoberfläche hinaus und unterliegen damit der abrasiven Wirkung der Meeresbrandung. Wenn sich der Vulkan vom mittelozeanischen Rücken entfernt, zieht sich der erkaltende Meeresboden zusammen; der Vulkan versinkt, während gleichzeitig die Erosion durch die Brandung die fragile Spitze des aus vulkanischem Lockermaterial basaltischer Zusammensetzung bestehenden Berges zu einem Plateau abflacht. Diese Erosionsplattform kann mehrere Dutzend Kilometer breit sein.

## Guyots als Beleg der Plattentektonik
Die Guyots dienten als Beleg der Plattentektonik. Vor Tiefseegräben, an denen die ozeanische Kruste unter eine andere Platte abtaucht (Subduktion), wurden Guyots gefunden, die leicht gekippt waren, sodass nachgewiesen werden konnte, dass sich das Plateau in Richtung Tiefseerinne neigte.

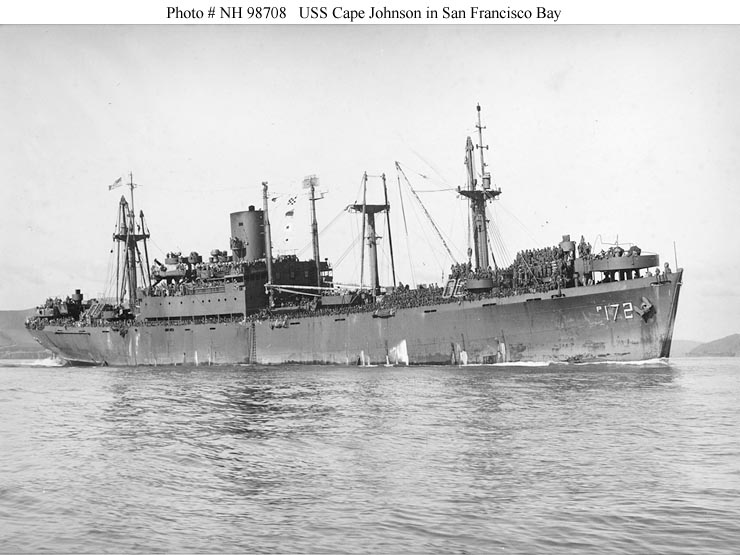
Die USS Cape Johnson (AP-172) in der Bucht von San Francisco

Entdeckt wurden die Tiefseekuppen 1941 von Harold Murray im Golf von Alaska. Erstmals beschrieben wurden sie 1946 von Harry Hammond Hess, einem amerikanischen Geologen der Universität Princeton. Er spürte etwa 100 dieser Seeberge im Pazifik auf, als er während des Zweiten Weltkrieges die U.S.S. Cape Johnson (AP-172), ein Truppentransporterschiff, kommandierte. Mit Hilfe des starken Echolots dieses Schiffstyps erstellte er topografische Höhenprofile des Meeresbodens. Dabei entdeckte er die Guyots und vermutete zutreffend, dass es sich bei ihnen um durch Erosion abgeflachte submarine Vulkane handelt. Er benannte sie 1946 nach dem Geografen Arnold Henri Guyot (1807–1884), dem Gründer der geologischen Abteilung der Universität Princeton. Mit Hilfe dieser und zahlreicher anderer Beobachtungen und Entdeckungen in den folgenden Jahren formulierte er die Hypothese des Seafloor-Spreadings und veröffentlichte sie 1962 unter dem Titel History of Ocean Basins (Die Entstehung der Ozeanbecken). Damit hatte er die Bewegung der tektonischen Platten (Mobilismus) erkannt und beschrieben.